# Gletsjerwijn
Gletsjerwijn (Frans: Vin des Glaciers) is een Zwitserse wijn uit de Val d'Anniviers. In vroeger jaren werd deze gemaakt van de druif Rèze (of Resi), aangevuld met 10% Ermitage, Humagne blanc, Malvoisie en/of Petite Arvine. Voor moderne gletsjerwijn wordt meestal - voor het merendeel - Fendant of Heida gebruikt, aangevuld met Ermitage en Malvoisie.
De hier beschreven wijn is iets geheel anders dan IJswijn.

## Geschiedenis

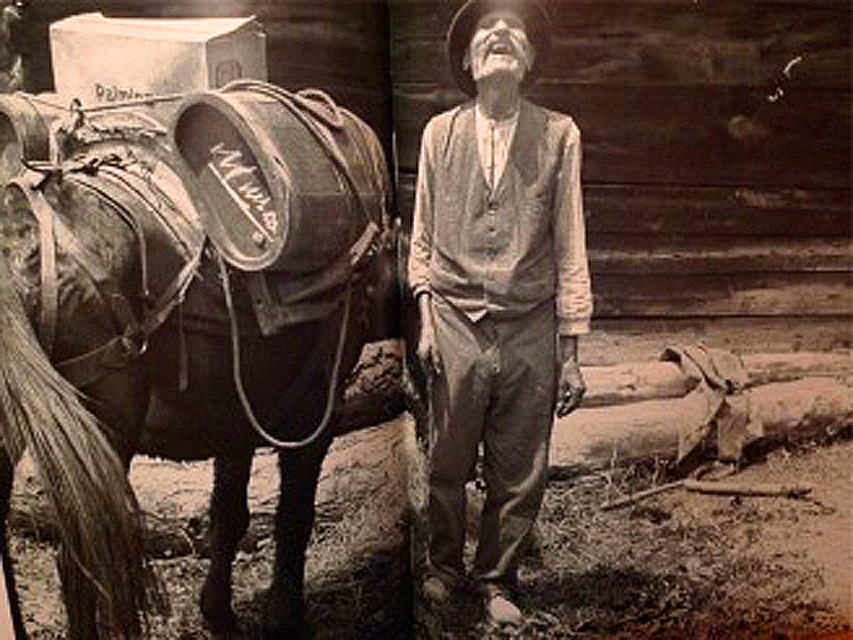
Transport van de gletsjerwijn per muilezel, begin 20e eeuw.

De wijn is voortgekomen uit de manier van leven zoals karakteristiek was voor de mensen in de 14e eeuw. Om te overleven trokken zij vanuit de bergen naar de laagvlakten om in het seizoen hun gewassen te verbouwen. Het dal van de “Anniviers” - de mensen uit de Val d'Anniviers - ontwikkelde zich met stadjes en dorpjes.
Vanaf het begin van de 16e en 17e eeuw werd er door de bourgeoisie steeds meer samengewerkt. In dit samenwerkingsverband kochten zij boom- en wijngaarden in de buurt van Sierre. Handelshuizen werden opgericht alwaar ook de wijn werd geassembleerd. De toen gecultiveerde druif was de L'uva raetica ofwel La Rèze, vermoedelijk al door de Romeinen vanuit Verona meegebracht. 
De geproduceerde wijn werd in larikshouten vaten van 30 tot 37,5 liter gedaan. In het voorjaar, als de berg weer vrij van sneeuw was, bracht men de wijn naar boven, zo dicht mogelijk bij de gletsjer om deze daar veilig te stellen. De oudste vaten, waar al een deel van de wijn uit verdampt was, werden bijgevuld met de jonge wijn. Zonder dat men het door had werd er een mengwijn gecreëerd op de wijze van het solera-systeem. Omdat het vrij willekeurig geschiedde was het onmogelijk een juiste gemiddelde leeftijd van de wijn vast te stellen.
Begin van de 20e eeuw was, alleen al bij Sierre, 400 hectare met de Rèze aangeplant. In 1920 sloeg de Phylloxera(druifluis) om zich heen en vernielde de hele aanplant. Bij de wederopbouw van de gaarden werden er eenvoudiger druivenvariëteiten aangeplant zoals de fendant. De traditie om de wijnen naar hooggelegen grotten in de bergen te brengen hielden de Annivard in ere. Om aan familie en vrienden te kunnen aanbieden werden er twee vaten voor bijzondere momenten in het leven bewaard: een voor het huwelijk en een voor het moment dat de eigenaar ervan kwam te overlijden.

## Bereiding
Na vinificatie van de druivenoogst wordt de wijn in larikshouten vaten opgeslagen. Nadat de jonge wijn klaar is, wordt zij in het voorjaar vanuit Sierre naar Grimentz gebracht. Hier wordt de wijn verder opgevoed in een van de meer dan 60 natuurlijke kelders/grotten. In de koelte, mede afgegeven door de nabij gelegen gletsjer (vandaar de naam), rijpen en oxideren de wijnen bij een lage temperatuur in een solera-systeem. De gemiddelde leeftijd van de wijn is bij botteling dan al gauw 25 tot 30 jaar.

## Smaak
Gletsjerwijn heeft een typische smaak die wat weg heeft van een geoxideerde tawny-achtige sherry. Het larikshout van de vaten geeft lichte tonen van terpentijn af.

## Bron
- (fr) Vin du Glacier op de website "Kulinarischen Erbes der Schweiz"